# El inmortal
El inmortal és un dels contes d'El Aleph, un llibre escrit per l'argentí Jorge Luis Borges, publicat el 1949.
Utilitzant la literatura, la religió i la filosofia, es planteja en el relat els efectes que causaria la immortalitat en les persones, qüestionant els principals valors establerts d'aquests tres temes.

## Esquema del relat
El conte està concebut segons l'estructura en abisme, és a dir, amb distints nivells narratius (un relat dins d'un altre).
Tres nivells el componen:
- En el primer, un narrador descriu el procés mitjançant el qual es troba un manuscrit.
- El segon nivell és la transcripció, narrada en primera persona pel narrador-protagonista.
- En el tercer, un altre narrador que llegeix el manuscrit refuta una teoria que proclama la seva falsedat.

## Resum
El primer narrador explica que la història fou trobada en un manuscrit, dins un exemplar de la Ilíada de Pope, que Cartaphilus ofereix a una princesa el 1929.
La història és narrada en primera persona pel protagonista, Marco Flaminio Rufo, un romà que surt a la cerca d'un riu que dona la immortalitat a qui hi beu, motivat per la història que un genet desconegut li explicà abans de morir.
Juntament amb dos-cents soldats i alguns mercenaris, emprèn el viatge. Alguns dies després de perdre'ls al desert, troba un riu d'aigua tèrbola del qual beu sense saber que aquell era el riu que cercava, i que els troglodites que hi vivien a prop eren immortals.
Després de creuar un gairebé inacabable laberint subterrani, emergeix a la ciutat dels Immortals. A diferència d'aquest, l'arquitectura del qual respecta les simetries, la ciutat era una caòtica construcció sense sentit.
Quan aconsegueix sortir-ne, descobreix que fora l'esperava un dels troglodites, a qui anomenà Argos (el gos d'Ulisses, en l'Odissea). Després, 
aquest mateix li confessa que era Homer (l'autor d'aquella obra).
Marco Flaminio Rufo descobreix que la immortalitat és una espècie de condemna. La mort dona sentit a cada acte davant la possibilitat de ser l'últim; la immortalitat li treu.
Al segle x, els immortals es dispersen en la cerca del riu que els alliberi de la seva condició; el 4 d'octubre del 1921, al nord d'Àfrica, el troba.

## Temes literaris
- El manuscrit és trobat en l'últim volum de la Ilíada de Pope (1715-1720).

- Marco Flaminio Rufo bateja el troglodita que el seguia amb el nom d'Argos, el gos de l'Odissea (Homer). Després, aquest li confessa que ell l'havia inventat.

- Al segle tretze transcriu les aventures de Simbad.

- El 1714, se subscriu als sis volums de la Ilíada de Pope.

- Cap al 1729, discuteix l'origen d'aquell poema amb un tal Giambattista (en la nota a peu de pàgina es menciona que Ernesto Sábato creu que es tracta de Giambattista Vico, que definia Homer com un personatge simbòlic).

- El personatge, en revisar el manuscrit, creu percebre paràgrafs falsos. Primer, ho atribueix al costum literari d'abusar dels trets circumstancials. Després, creu que la raó és que en la història es barregen mencions atribuïdes a Flaminio Rufo (que Homer havia posat en boca d'alguns personatges de l'Odissea), i frases que serien patètiques dites per Homer, però no per Flaminio Rufo.

- En un llibre de Nahum Cordovero que parla dels centons (històries armades amb trossos d'altres), s'esmenta "la narració atribuïda l'antiquari Joseph Cartaphilus" com a apòcrif d'interpolacions de Plini, Thomas de Quincey i Bernard Shaw.